# Diocesi di Mnizo
La diocesi di Mnizo (in latino Dioecesis Mnizena) è una sede soppressa del patriarcato di Costantinopoli e sede titolare della Chiesa cattolica.

## Storia
Mnizo, identificabile con le rovine nei pressi di Balçiçek Çiftliği, 8 km ad ovest di Ayaş, nel distretto omonimo in Turchia, è un'antica sede episcopale della provincia romana della Galazia Prima nella diocesi civile del Ponto. Faceva parte del patriarcato di Costantinopoli ed era suffraganea dell'arcidiocesi di Ancira.
La diocesi è documentata nelle Notitiae Episcopatuum del patriarcato fino al XII secolo.
Sono cinque i vescovi documentati di questa diocesi bizantina. Leucadio partecipò al concilio di Calcedonia nel 451. Armazio sottoscrisse nel 458 la lettera dei vescovi della Galazia Prima all'imperatore Leone dopo la morte di Proterio di Alessandria. Andrea intervenne al terzo concilio di Costantinopoli nel 680 e al concilio detto in Trullo nel 692. Leone assistette al secondo concilio di Nicea nel 787. Giuliano infine partecipò al concilio dell'879-880 che riabilitò il patriarca Fozio di Costantinopoli.
Dal 1933 Mnizo è annoverata tra le sedi vescovili titolari della Chiesa cattolica; la sede finora non è mai stata assegnata.

## Cronotassi dei vescovi greci
- Leucadio † (menzionato nel 451)
- Armazio † (menzionato nel 458)
- Andrea † (prima del 680 - dopo il 692)
- Leone † (menzionato nel 787)
- Giuliano † (menzionato nell'879)